# تيم دونيلي
تيم دونيلي (بالإنجليزية: Tim Donnelly)‏ هو سياسي أمريكي، ولد في 9 مايو 1966 في أتلانتا في الولايات المتحدة. حزبياً، نشط في الحزب الجمهوري. وقد انتخب عضو جمعية ولاية كاليفورنيا.

## وصلات خارجية
- الموقع الرسمي